# Morisset Park
Morisset Park är en del av en befolkad plats i Australien. Den ligger i kommunen Lake Macquarie Shire och delstaten New South Wales, i den sydöstra delen av landet, omkring 88 kilometer norr om delstatshuvudstaden Sydney. Antalet invånare är 617.
Närmaste större samhälle är Rathmines, omkring 10 kilometer nordost om Morisset Park. 
I omgivningarna runt Morisset Park växer i huvudsak städsegrön lövskog. Runt Morisset Park är det ganska tätbefolkat, med 172 invånare per kvadratkilometer. Genomsnittlig årsnederbörd är 1 393 millimeter. Den regnigaste månaden är februari, med i genomsnitt 222 mm nederbörd, och den torraste är juli, med 42 mm nederbörd.